# Ajisukitakahikone
Ajisukitakahikone (阿遅鉏高日子根神, 阿遅志貴高日子根神, 阿治志貴高日子根神?   según el Kojiki) es un kami dentro de la mitología japonesa, y es una deidad del trueno, de la agricultura y de los bienes raíces. Es hijo de Okuninushi y Takiribime, y hermano mayor de Shitateruhime.
Durante su infancia, sus llantos y gritos eran tan fuertes que debió tomar un bote un navegar alrededor del archipiélago japonés hasta que se calmara. Contrajo matrimonio con Ame-no-mikajime y tuvo un hijo Takitsuhiko, dios de la lluvia.
Entre los principales santuarios a los cuales se le rinde tributo están el Santuario Takakamo en Gose, prefectura de Nara y el Santuario Tsutsukowake en Tanagura, distrito de Higashishirakawa, prefectura de Fukushima.
- Datos: Q506610